# St. Cyril und Methodius (Hořovičky)

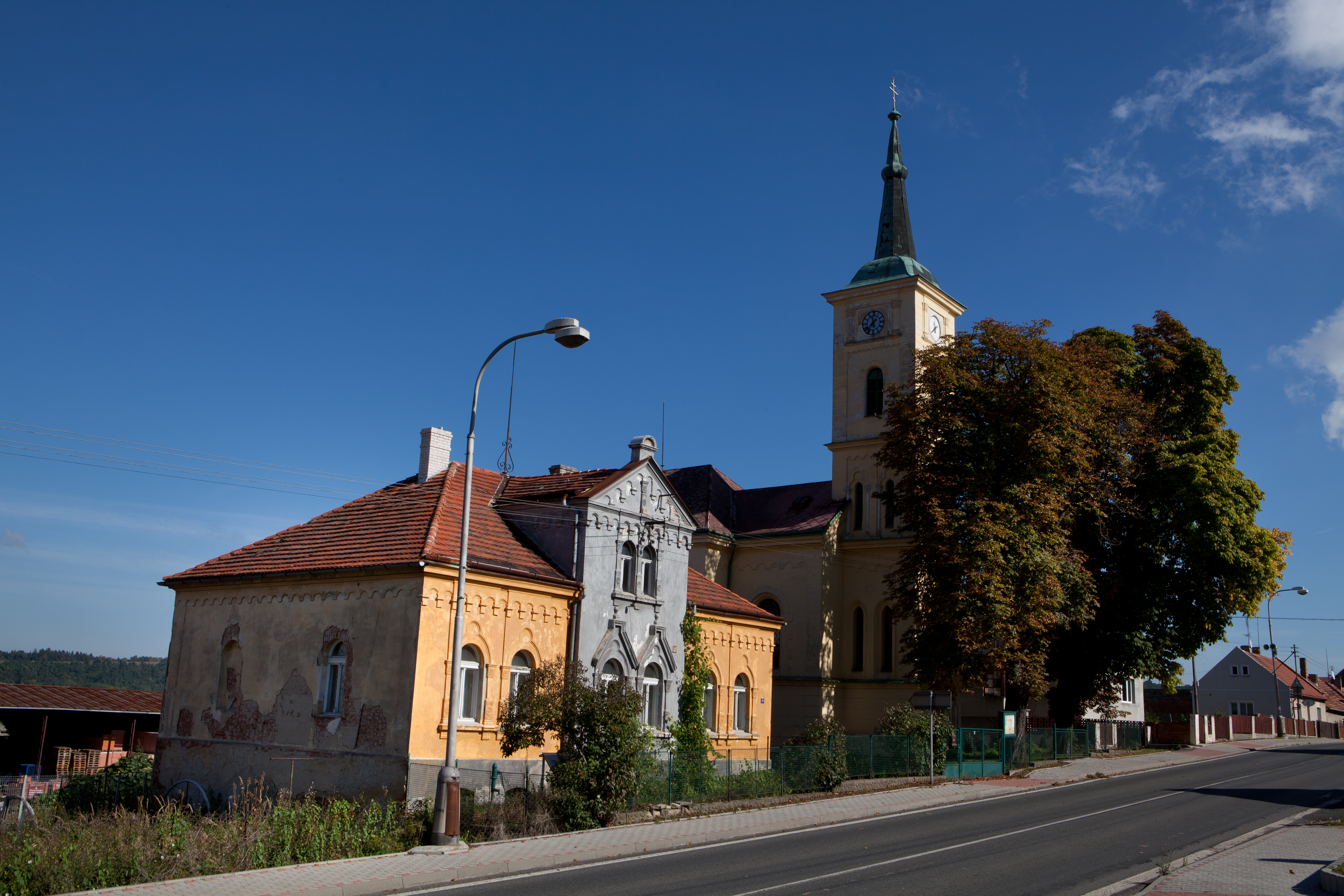
Kirche und Pfarrhaus von Horowitz

Die Kirche St. Cyril und Methodius ist ein orthodoxes Kirchengebäude in Hořovičky im Okres Rakovník in Tschechien. Vor 1945 diente sie als evangelische Pfarrkirche im damals auch als Deutsch Horowitz bzw. Deutsch Horschowitz bekannten Ort. 
Die evangelische Gemeinde von Deutsch Horowitz entstand im Zuge der Los-von-Rom-Bewegung der Zeit um 1900. Nach Fertigstellung des in neoromanischen Formen gehaltenen Kirchenbaus mit zugehörigem Pfarrhaus wurde 1901 die Gemeinde zunächst zur Filialkirche von Komotau und 1908 zur selbständigen Pfarrkirche erhoben. Sie gehörte zur Evangelischen Superintendentur A. B. Westböhmen und nach 1919 zur Deutschen Evangelischen Kirche in Böhmen, Mähren und Schlesien. Seit 1945 gehört sie unter dem Patrozinium der heiligen Kyrill und Method zur Orthodoxen Kirche der Tschechischen Länder und der Slowakei.
Nach dem Ende des Habsburgerreichs 1918 wurde eine von Richard Kauffungen geschaffene Bronzestatue Kaiser Josephs II., dessen Toleranzpatent 1781 die Wiederzulassung des Protestantismus bewirkt hatte, unter dem Plattenboden der Kirche vergraben und 1992 wieder auf dem Ortsplatz aufgestellt.